# 페가수스 항공
페가수스 항공(튀르키예어: Pegasus Hava Taşımacılığı A.Ş., 영어: Pegasus Airlines) 튀르키예 이스탄불 펜딕에 본사를 둔 튀르키예의 저가 항공사이다.

## 운항 노선
- 2015년 7월 기준으로 페가수스 항공은 다음과 같은 노선을 운항하고 있다.

### 코드쉐어 협정
- ITA 항공
- KLM (스카이팀)[2]
- 플라이나스

## 보유 기종
- 2020년 7월 기준으로 페가수스 항공은 다음과 같은 기종을 보유하고 있다.[3][4]

### 퇴역 기종
- 보잉 737-300
- 보잉 737-400

## 사건 및 사고
- 페가수스 항공 8622편 활주로 이탈 사고
- 페가수스 항공 2193편 활주로 이탈 사고

## 같이 보기
- 아나돌루 제트